# Pentila inconspicua
Pentila inconspicua är en fjärilsart som beskrevs av Druce 1910. Pentila inconspicua ingår i släktet Pentila och familjen juvelvingar. Inga underarter finns listade i Catalogue of Life.

## Bildgalleri

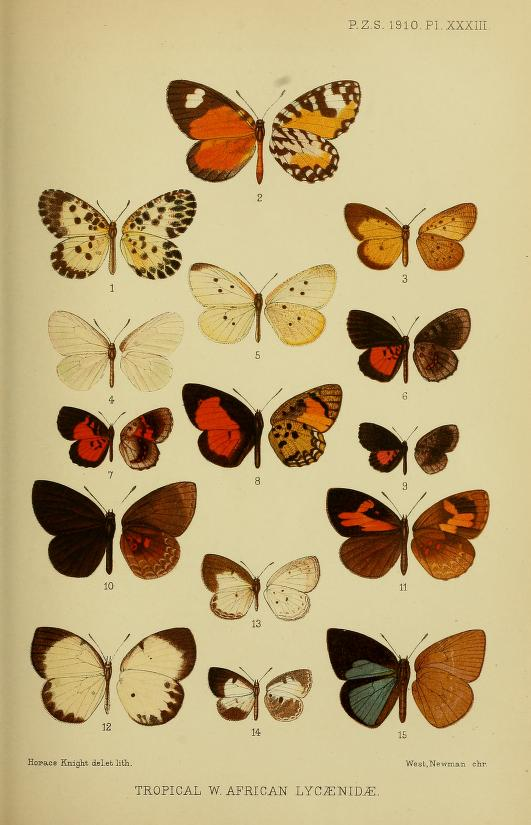